# Framingham Earl
Framingham Earl is een civil parish in het bestuurlijke gebied South Norfolk, in het Engelse graafschap Norfolk met 871 inwoners.